# Kasjön
Kasjön är en sjö i Hagfors kommun i Värmland och ingår i Göta älvs huvudavrinningsområde. Sjön är 17 meter djup, har en yta på 1,44 kvadratkilometer och är belägen 319 meter över havet. Sjön avvattnas av vattendraget Lövån (Stensjöälven). Vid provfiske har abborre, gädda och lake fångats i sjön.

## Delavrinningsområde
Kasjön ingår i det delavrinningsområde (669726-138362) som SMHI kallar för Utloppet av Kasjön. Medelhöjden är 384 meter över havet och ytan är 24,07 kvadratkilometer. Det finns inga avrinningsområden uppströms utan avrinningsområdet är högsta punkten. Lövån (Stensjöälven) som avvattnar avrinningsområdet har biflödesordning 3, vilket innebär att vattnet flödar genom totalt 3 vattendrag innan det når havet efter 397 kilometer. Avrinningsområdet består mestadels av skog (79 procent). Avrinningsområdet har 1,55 kvadratkilometer vattenytor vilket ger det en sjöprocent på 6,4 procent.